# Nekrasowe (obwód sumski)
Nekrasowe (ukr. Некрасове) – wieś na Ukrainie, w obwodzie sumskim, w rejonie szostkińskim, w hromadzie Głuchów. W 2001 liczyła 946 mieszkańców, spośród których 927 wskazało jako ojczysty język ukraiński, a 19 rosyjski.